# Marigny (Deux-Sèvres)
Pour les articles homonymes, voir Marigny.
Marigny est une commune du centre-ouest de la France située dans le département des Deux-Sèvres en région Nouvelle-Aquitaine.

## Géographie

### Climat
Pour des articles plus généraux, voir Climat de la Nouvelle-Aquitaine et Climat des Deux-Sèvres.
Historiquement, la commune est exposée à un climat océanique du nord-ouest.  
En 2020, Météo-France publie une typologie des climats de la France métropolitaine dans laquelle la commune est exposée à un climat océanique et est dans la région climatique  Poitou-Charentes, caractérisée par un bon ensoleillement, particulièrement en été et des vents modérés.
Pour la période 1971-2000, la température annuelle moyenne est de 12,2 °C, avec une amplitude thermique annuelle de 14,6 °C. Le cumul annuel moyen de précipitations est de 844 mm, avec 12 jours de précipitations en janvier et 7,1 jours en juillet. Pour la période 1991-2020, la température moyenne annuelle observée sur la station météorologique la plus proche, située sur la commune de Niort à 15 km à vol d'oiseau, est de 12,8 °C et le cumul annuel moyen de précipitations est de 846,6 mm,. Pour l'avenir, les paramètres climatiques de la commune estimés pour 2050 selon différents scénarios d’émission de gaz à effet de serre sont consultables sur un site dédié publié par Météo-France en novembre 2022.

## Urbanisme

### Typologie
Au 1er janvier 2024, Marigny est catégorisée commune rurale à habitat dispersé, selon la nouvelle grille communale de densité à sept niveaux définie par l'Insee en 2022.
Elle est située hors unité urbaine. Par ailleurs la commune fait partie de l'aire d'attraction de Niort, dont elle est une commune de la couronne,. Cette aire, qui regroupe 91 communes, est catégorisée dans les aires de 50 000 à moins de 200 000 habitants,.

### Occupation des sols
L'occupation des sols de la commune, telle qu'elle ressort de la base de données européenne d’occupation biophysique des sols Corine Land Cover (CLC), est marquée par l'importance des territoires agricoles (77,9 % en 2018), une proportion identique à celle de 1990 (77,9 %). La répartition détaillée en 2018 est la suivante : 
terres arables (65,4 %), forêts (20,8 %), zones agricoles hétérogènes (12,2 %), milieux à végétation arbustive et/ou herbacée (1,3 %), prairies (0,3 %). L'évolution de l’occupation des sols de la commune et de ses infrastructures peut être observée sur les différentes représentations cartographiques du territoire : la carte de Cassini (XVIIIe siècle), la carte d'état-major (1820-1866) et les cartes ou photos aériennes de l'IGN pour la période actuelle (1950 à aujourd'hui).

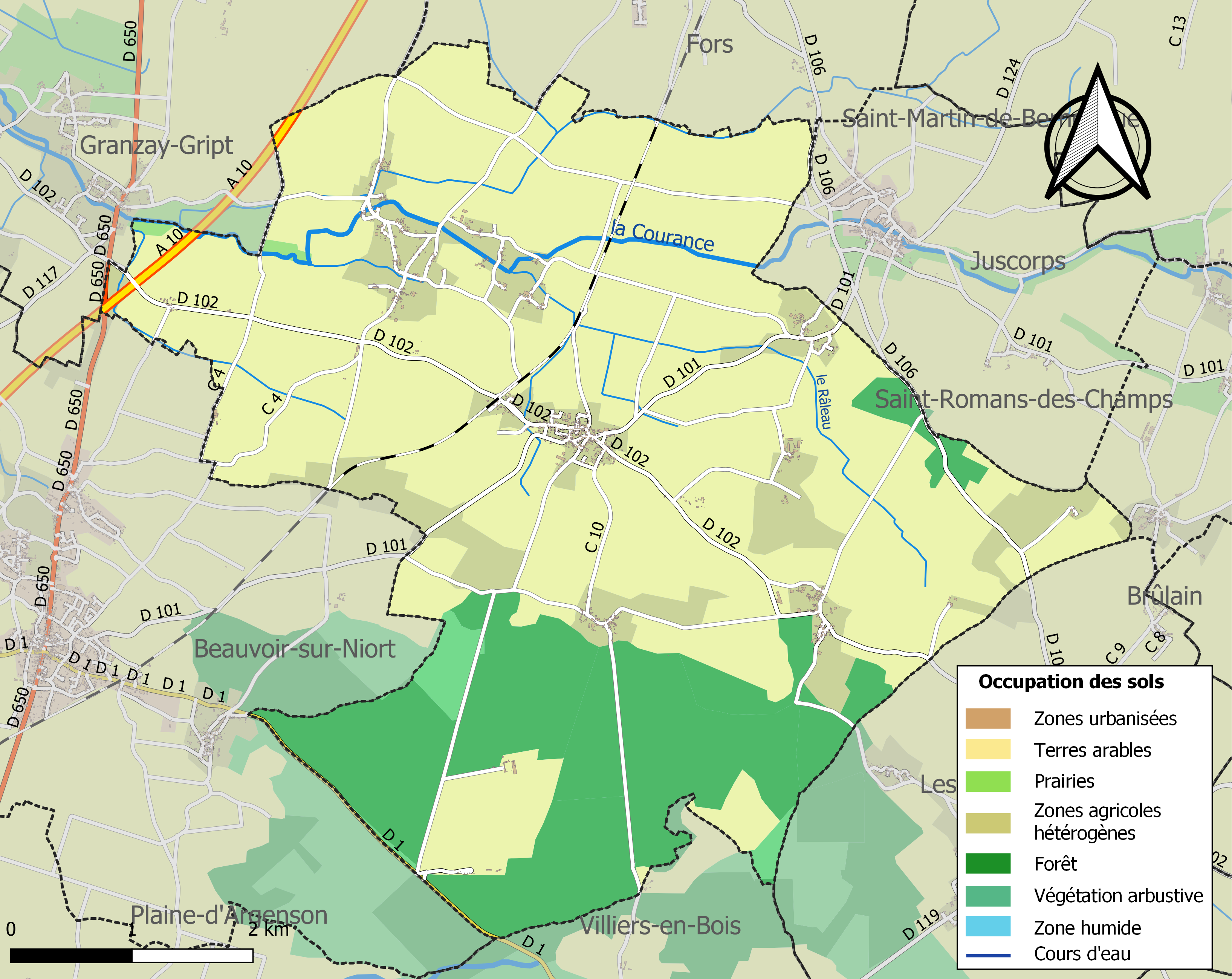
Carte des infrastructures et de l'occupation des sols de la commune en 2018 (CLC).

### Risques majeurs
Le territoire de la commune de Marigny est vulnérable à différents aléas naturels : météorologiques (tempête, orage, neige, grand froid, canicule ou sécheresse), inondations, mouvements de terrains et séisme (sismicité modérée). Il est également exposé à un risque technologique,  le transport de matières dangereuses. Un site publié par le BRGM permet d'évaluer simplement et rapidement les risques d'un bien localisé soit par son adresse soit par le numéro de sa parcelle.

#### Risques naturels
Certaines parties du territoire communal sont susceptibles d’être affectées par le risque d’inondation par débordement de cours d'eau, notamment la Courance. La commune a été reconnue en état de catastrophe naturelle au titre des dommages causés par les inondations et coulées de boue survenues en 1982, 1983, 1999 et 2010,.

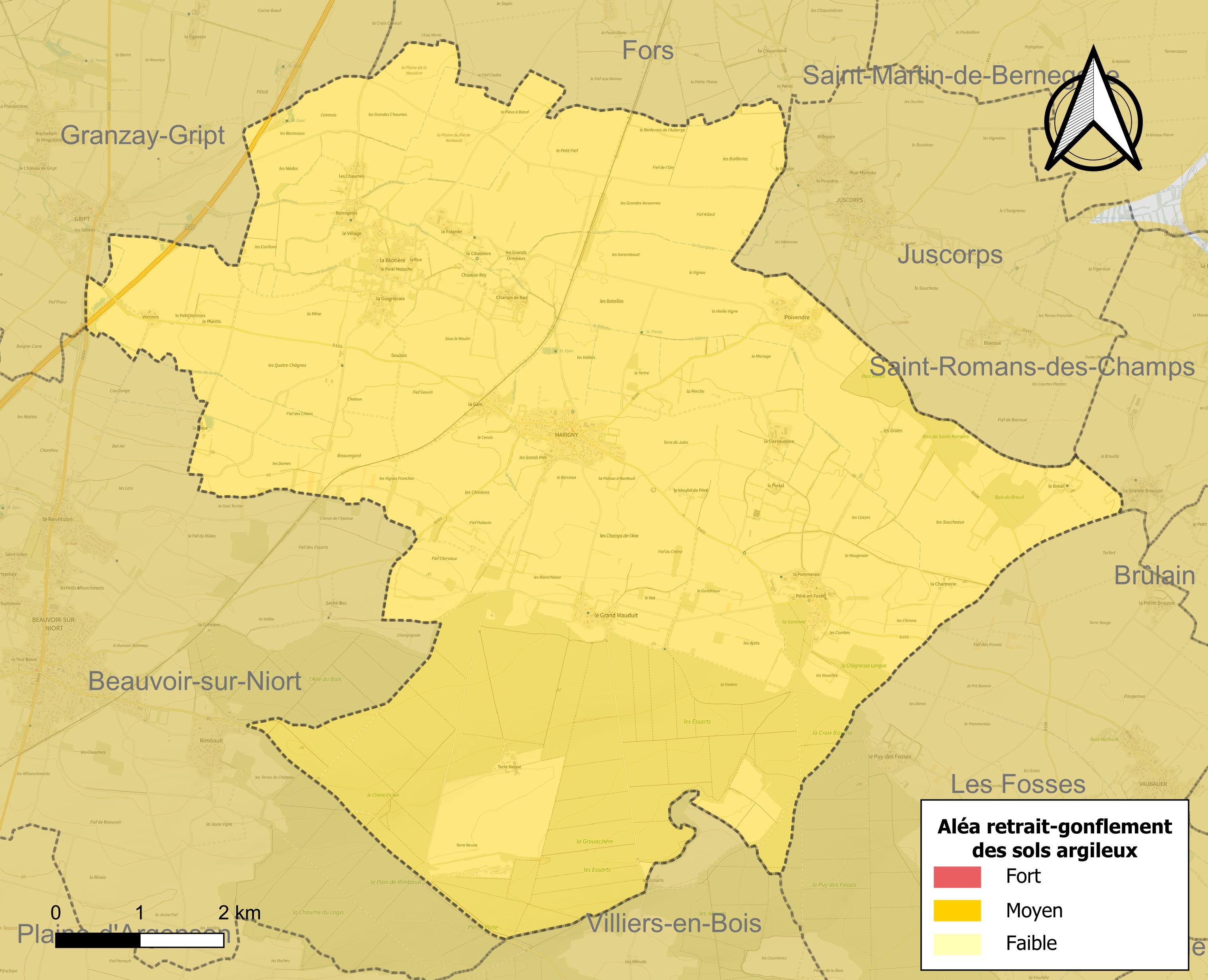
Carte des zones d'aléa retrait-gonflement des sols argileux de Marigny.

Les mouvements de terrains susceptibles de se produire sur la commune sont des tassements différentiels. Le retrait-gonflement des sols argileux est susceptible d'engendrer des dommages importants aux bâtiments en cas d’alternance de périodes de sécheresse et de pluie. La totalité de la commune est en aléa moyen ou fort (54,9 % au niveau départemental et 48,5 % au niveau national). Depuis le 1er octobre 2020, en application de la loi ELAN, différentes contraintes s'imposent aux vendeurs, maîtres d'ouvrages ou constructeurs de biens situés dans une zone classée en aléa moyen ou fort,.
La commune a été reconnue en état de catastrophe naturelle au titre des dommages causés par la sécheresse en 2003, 2005 et 2017 et par des mouvements de terrain en 1999 et 2010.

## Toponymie
Les mentions anciennes de Marigny sont : Vicaria de Marniacus 936, Marenicum XIIIe siècle, Margnec 1260, S. Iean de Marigny prés Fors 1647, Marigny 1648, Marigné 1704, Marignée 1742,  St-Jean l’Évangeliste de Marigny près Fors 1782.
L'étymologie de la forme ancienne Marniacus, en 936, évoque un nom composé mérovingien dérivé du NP Matrinius, issu de Matrius dérivé de Mater "Mère" + suff. -iacus. Il pourrait signifier "Le Domaine de la Mère".

## Histoire
Le nom du village est fixé dès l'époque mérovingienne.
L'église paroissiale est édifiée au XIIe siècle sous le vocable de saint Jean l'Évangéliste
Marigny dépendait de l'archiprêtré de Melle, de la châtellenie de Prahecq en 1555-1631, du siège royal et de l'élection de Niort. Elle possédait une maladrerie, et relevait du marquisat de Fors en 1716.
La cure était à la nomination de l'abbé de Montierneuf de Poitiers. Il y avait 125 feux (± 625 hab.) en 1716, et 142 feux (± 720 hab.) en 1750.

## Politique et administration
| Période   | Période  | Identité        | Étiquette | Qualité |
| --------- | -------- | --------------- | --------- | ------- |
| mars 2001 | En cours | Daniel Baudouin | SE        | ...     |

## Population et société

### Démographie
À partir du XXIe siècle, les recensements réels des communes de moins de 10 000 habitants ont lieu tous les cinq ans. Pour Marigny, cela correspond à 2006, 2011, 2016, etc. Les autres dates de « recensements » (2009, etc.) sont des estimations légales.
| 1793 | 1800  | 1806  | 1821  | 1831  | 1836  | 1841  | 1846  | 1851  |
| ---- | ----- | ----- | ----- | ----- | ----- | ----- | ----- | ----- |
| 962  | 1 107 | 1 365 | 1 193 | 1 201 | 1 261 | 1 240 | 1 291 | 1 204 |

| 1856  | 1861  | 1866  | 1872  | 1876  | 1881  | 1886  | 1891 | 1896 |
| ----- | ----- | ----- | ----- | ----- | ----- | ----- | ---- | ---- |
| 1 225 | 1 232 | 1 174 | 1 146 | 1 122 | 1 130 | 1 080 | 975  | 890  |

| 1901 | 1906 | 1911 | 1921 | 1926 | 1931 | 1936 | 1946 | 1954 |
| ---- | ---- | ---- | ---- | ---- | ---- | ---- | ---- | ---- |
| 906  | 974  | 967  | 921  | 923  | 816  | 818  | 774  | 743  |

| 1962 | 1968 | 1975 | 1982 | 1990 | 1999 | 2006 | 2011 | 2016 |
| ---- | ---- | ---- | ---- | ---- | ---- | ---- | ---- | ---- |
| 657  | 671  | 615  | 697  | 770  | 781  | 886  | 886  | 873  |

| 2021 | 2022 | - | - | - | - | - | - | - |
| ---- | ---- | - | - | - | - | - | - | - |
| 893  | 901  | - | - | - | - | - | - | - |

## Lieux et monuments
- Église Saint-Jean l'Evangéliste est du XIIe siècle. Le chœur et le chevet ont été classés monuments historiques, par arrêté du 8 avril 1909 ; l'église, à l'exception des parties classées, fut inscrite aux monuments historiques par arrêté du 25 mai 1934[25].

## Personnalités liées à la commune
- Yves Rabault auteur, conteur et chansonnier poitevin né en 1911 à Marigny, et décédé en 1990 à Royan. L'un des auteurs en langue poitevine les plus connus, son œuvre est emblématique de la culture locale. La parodie 'Quand tu m'fais d'la sauce aux lumas', composée à partir de la chanson originale 'Quand on s'aime bien tous les deux' de Charly's et Vicent Scotto a eu un succès dans tout le pays, et en fait la seule chanson dans la langue poitevine qui a eu un succès national. Son livre sorti en 1982 'Histouères et Chantuseries' comporte une préface signée Léon Zitrone, et rassemble tous ses textes. D'autres chansons ont marqué durablement les esprits, au point que l'on chante encore aujourd'hui ses chansons dans les familles et en concert. Yves Rabault est l'un des chansonniers poitevins les plus marquants du XXème.